# Морис-Джонс, Тим
Тим Морис-Джонс (англ. Tim Maurice-Jones) — британский кинооператор.

## Биография
Начинал карьеру в качестве помощника оператора. Участвовал в съёмках музыкальных клипов для Spice Girls, Blur, Massive Attack, а также в рекламных видео для FedEx, Adidas и Nike. В полнометражном кино дебютировал на съёмках фильма 1994 года «Полночный пир». Известен по фильмам «Карты, деньги, два ствола», «Большой куш» и «Револьвер» режиссёра Гая Ричи. Работал кинооператором во второй бригаде на съёмках фильма «Пипец» и добавочным кинооператором на фильме «Шерлок Холмс: Игра теней».
Член Британского общества кинооператоров с ноября 2011 года.

## Избранная фильмография
- 1998 — Карты, деньги, два ствола / Lock, Stock and Two Smoking Barrels (реж. Гай Ричи)
- 2000 — Большой куш / Snatch (реж. Гай Ричи)
- 2001 — Звериная натура / Human Nature (реж. Мишель Гондри)
- 2004 — Чёрная зависть / Envy (реж. Барри Левинсон)
- 2005 — Револьвер / Revolver (реж. Гай Ричи)
- 2008 — Грязь и мудрость / Filth and Wisdom (реж. Мадонна)
- 2012 — Женщина в чёрном / The Woman in Black (реж. Джеймс Уоткинс)
- 2013 — Пипец 2 / Kick-Ass 2 (реж. Джефф Уодлоу)
- 2016 — Крутые меры / Bastille Day (реж. Джеймс Уоткинс)
- 2016 — Чёрное зеркало / Black Mirror (1 серия. реж. Джеймс Уоткинс)
- 2022 — Код 355 / The 355 (реж. Саймон Кинберг)
- 2023 — Неудержимые 4 / Expend4bles (реж. Скотт Во)